# Viðareiði község
Viðareiði község (feröeriül: Viðareiðis kommuna) egy község Feröeren. Viðoy szigetén fekszik. A Føroya Kommunufelag önkormányzati szövetség tagja.

## Történelem
A község 1913-ban jött létre Viðareiði, Fugloy és Svínoy egyházközségből való kiválással. Jelenlegi formáját 1950-ben nyerte el Hvannasund község önállósodásával.

## Önkormányzat és közigazgatás

### Települések
| Település  | Népesség | Mióta a község része | Előző község                             | Meddig a község része | Következő község  | Megjegyzés         |
| ---------- | -------- | -------------------- | ---------------------------------------- | --------------------- | ----------------- | ------------------ |
| Depil      | 3        | 1913                 | Viðareiði, Fugloy és Svínoy egyházközség | 1950                  | Hvannasund község |                    |
| Hvannasund | 250      | 1913                 | Viðareiði, Fugloy és Svínoy egyházközség | 1950                  | Hvannasund község |                    |
| Múli       | 0        | 1913                 | Viðareiði, Fugloy és Svínoy egyházközség | 1950                  | Hvannasund község |                    |
| Norðdepil  | 162      | 1913                 | Viðareiði, Fugloy és Svínoy egyházközség | 1950                  | Hvannasund község |                    |
| Norðtoftir | 2        | 1913                 | Viðareiði, Fugloy és Svínoy egyházközség | 1950                  | Hvannasund község |                    |
| Viðareiði  | 354      | 1913                 | Viðareiði, Fugloy és Svínoy egyházközség |                       |                   | A község székhelye |

### Polgármesterek
- Hans Jákup Kallsberg (2009–)[5][6]

## Népesség
| Év              | Lakosság |
| --------------- | -------- |
| 1986. január 1. | 277      |
| 1991. január 1. | 300      |
| 1996. január 1. | 307      |
| 2001. január 1. | 322      |
| 2006. január 1. | 346      |